# Angelica e Medoro in un paesaggio bucolico
Angelica e Medoro in un paesaggio bucolico è un dipinto di Sebastiano Ricci, eseguito con la tecnica dell'olio su tela tra il 1716 e il 1720.

## Descrizione
Il dipinto si basa sull'Orlando furioso di Ludovico Ariosto, dove il giovane soldato saraceno Medoro, rimasto gravemente ferito, viene curato dalla bella Angelica, principessa del Catai; i due poi si innamoreranno. Qui la coppia viene rappresentata mentre si abbandona alla passione: in particolare Medoro sta incidendo sulla corteccia di un albero il proprio nome e quello di Angelica. Nell'opera sono presenti anche due amorini.